# Síndrome de Poliana

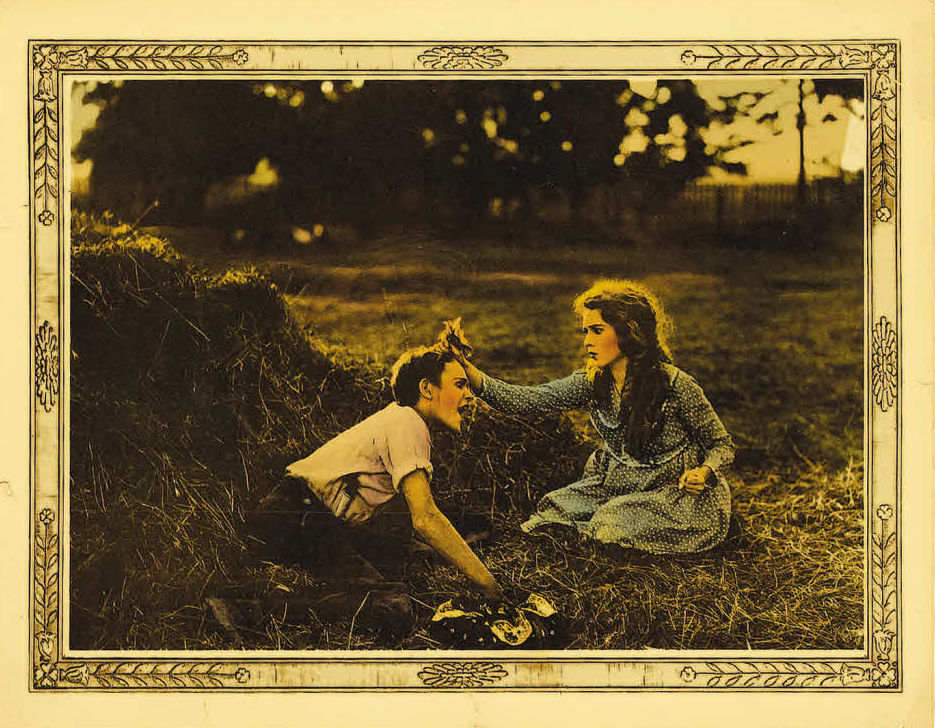
Cartaz do filme Pollyanna de 1920, baseado no romance homônimo que deu origem ao "Princípio de Pollyanna"

A Síndrome de Poliana (também chamado de Polianismo ou tendência à positividade) é a tendência que as pessoas têm de se lembrarem mais facilmente de coisas agradáveis do que de coisas desagradáveis. Estudos indicam que, no nível inconsciente, a mente tem tendência para se focar no otimismo; enquanto no nível consciente, tem tendência para se concentrar no negativo. Este preconceito inconsciente para o lado positivo é muitas vezes descrito como a Síndrome de Poliana e é semelhante ao efeito Forer.

## História
O nome deriva do livro Pollyanna, de 1913, de Eleanor H. Porter, que descreve uma garota que faz o "jogo da felicidade" ("gladness game") - procurando encontrar algo de que se alegrar em todas as situações. O romance foi adaptado várias vezes no cinema e na televisão. Um uso anterior do nome "Pollyanna" na literatura sobre psicologia foi em 1969 por Boucher e Osgood, que descreveram uma hipótese de Pollyanna como uma tendência humana universal para usar palavras positivas com mais frequência e de forma diversa do que palavras negativas na comunicação. Evidências empíricas para essa tendência foram fornecidas por análises computacionais de grandes corpos de texto.

A "Síndrome de Pollyanna" foi descrito por Margaret Matlin e David Stang em 1978 usando o arquétipo de Pollyanna, mais especificamente como uma síndrome psicológica que retrata a tendência positiva de que as pessoas têm quando pensam no passado. De acordo com a Síndrome de Pollyanna, o cérebro processa informações que são agradáveis e confortantes de uma maneira mais precisa e exata em comparação com informações desagradáveis. Na verdade, tendemos a lembrar de experiências passadas de maneira mais positiva do que realmente ocorreram. Eles descobriram que as pessoas se expõem a estímulos positivos e evitam estímulos negativos, levam mais tempo para reconhecer o que é desagradável ou ameaçador do que o que é agradável e seguro, e relatam que encontram estímulos positivos com mais frequência do que realmente fazem. Matlin e Stang também determinaram que a recordação seletiva era uma ocorrência mais provável quando a recordação era atrasada: quanto maior o atraso, mais recordação seletiva ocorreu.
A síndrome de Pollyanna também foi observada nas redes sociais online. Por exemplo, usuários têm preferência por compartilhar informações positivas e são mais frequentemente afetados de maneira emocional por elas.
No entanto, a Síndrome de Pollyanna nem sempre se aplica a indivíduos que sofrem de depressão ou ansiedade, que tendem a ter um realismo depressivo ou um viés negativo.

## Biblliografia
- Bloch, Arthur (1977). Murphy's Law and other reasons why things go wrong. [S.l.]: Price Stern Sloan. p. 41. ISBN 978-0-8431-0428-8
- Boucher, J.; Osgood, C. (1969). «The Pollyanna hypothesis». Journal of Verbal and Learning Behavior. 8 (1): 1–8. doi:10.1016/S0022-5371(69)80002-2
- Carr, Alan (2004). Positive Psychology: The Science of Happiness and Human Strengths (em inglês). [S.l.]: Psychology Press. p. 77. ISBN 9781583919910
- Ferrara, Emilio; Yang, Zeyao (2015a). «Quantifying the effect of sentiment on information diffusion in social media». PeerJ Computer Science. 1: e26. doi:10.7717/peerj-cs.26
- Ferrara, Emilio; Yang, Zeyao (2015b). «Measuring Emotional Contagion in Social Media». PLOS ONE. 10 (11): e0142390. Bibcode:2015PLoSO..1042390F. PMC 4636231. PMID 26544688. arXiv:1506.06021. doi:10.1371/journal.pone.0142390
- Furnham, Adrian; Schofield, Sandra (1987). «Accepting personality test feedback: A review of the Barnum effect». Current Psychology. 6 (2): 162–178. doi:10.1007/BF02686623
- Hildebrandt, H. W.; Snyder, R. D. (1981). «The Pollyanna Hypothesis in Business Writing: Initial Results, Suggestions for Research» (PDF). Journal of Business Communication. 18 (1): 5–15. doi:10.1177/002194368101800102
- Matlin, M.W; Stang, D.J (1978). The Pollyanna Principle: Selectivity in Language, Memory, and Thought. [S.l.: s.n.] ISBN 978-0-87073-815-9
- Matlin, M.W; Gawron, V.J (1979). «Individual Differences in Pollyannaism». Journal of Personality Assessment. 43 (4): 411–412. PMID 16366974. doi:10.1207/s15327752jpa4304_14
- Matlin, Margaret W. (2004). «Pollyanna Principle». In:  Rüdiger, F Pohl. Cognitive Illusions: A Handbook on Fallacies and Biases in Thinking. [S.l.]: Taylor & Francis. p. 260. ISBN 9781135844950. Consultado em 14 de dezembro de 2014
- Paul, A.M. (2004). The Cult of Personality: How Personality Tests Are Leading Us to Miseducate Our Children, Mismanage Our Companies, and Misunderstand Ourselves. [S.l.]: Free Press. ISBN 978-0-7432-4356-8
- Pearrow, M (2002). The Wireless Web Usability Handbook. Boston, MA: Charles River Media. ISBN 1-58450-056-5